# Förhand
Förhand är en kortspelsterm och avser den spelare som först tilldelas kort i given. I svenska kortspel, som i regel går medurs, är förhand spelaren närmast till vänster om den spelare som delar ut korten. Om spelet istället går moturs, är förhand spelaren närmast till höger om den som delar ut korten. Det är normalt förhand som först skall agera, när alla korten har delats ut.
Termen förhand används också om spelarnas relativa position i förhållande till varandra. En spelare som sitter före en annan spelare i den ordning de tilldelas kort i given har (eller är) förhand till denna. I vissa spel med budgivning behöver en spelare som har förhand till föregående budgivare inte ge ett högre bud för att bjuda över denna, utan det räcker med att ge samma bud. Detta brukar kallas för att ta över budet i förhand.
Ordet kommer från tyskans ”Vorhand”, med samma betydelse.